# Atletismo nos Jogos Pan-Americanos de 2003 - Lançamento de martelo masculino
A final do lançamento de martelo masculino nos Jogos Pan-Americanos de 2003 foi realizada em 7 de agosto de 2003. 

## Calendário
| Data        | Fase  |
| ----------- | ----- |
| 7 de agosto | Final |

## Medalhistas
| Ouro   | ARG Juan Ignacio Cerra |
| Prata  | USA James Parker       |
| Bronze | CUB Yosvany Suárez     |

## Recordes
Recordes mundial e pan-americano antes da disputa dos Jogos Pan-Americanos de 2003.
| Tipo                             | Atleta       | Tempo   | Local     | Data                 |
| -------------------------------- | ------------ | ------- | --------- | -------------------- |
|                                  | Yuriy Sedykh | 86.74 m | Stuttgart | 30 de agosto de 1986 |
| Recorde dos Jogos Pan-Americanos | Lance Deal   | 79.61 m | Winnipeg  | 27 de julho de 1999  |

## Resultados
| Posição | Atleta                 | Tentativas | Tentativas | Tentativas | Tentativas | Tentativas | Tentativas | Resultado |
| Posição | Atleta                 | 1          | 2          | 3          | 4          | 5          | 6          | Resultado |
| ------- | ---------------------- | ---------- | ---------- | ---------- | ---------- | ---------- | ---------- | --------- |
| 1       | ARG Juan Ignacio Cerra | 73.24      | 69.54      | 72.42      | 73.85      | X          | 75.53      | 75.53 m   |
| 2       | USA James Parker       | 71.70      | 74.34      | 73.00      | 73.95      | X          | 74.35      | 74.35 m   |
| 3       | USA John McEwen        | 66.87      | 68.42      | 71.49      | 68.34      | X          | X          | 71.49 m   |
| 4       | CUB Yosvany Suárez     | 68.54      | 70.07      | X          | X          | X          | 70.24      | 70.24 m   |
| 5       | CUB Alberto Sánchez    | X          | 68.66      | X          | 69.37      | X          | X          | 69.37 m   |
| 6       | ARG Adrián Marzo       | X          | X          | 68.65      | X          | X          | 68.56      | 68.65 m   |
| 7       | GUA Raúl Rivera        | X          | 65.06      | X          | 63.95      | 63.23      | X          | 65.06 m   |
| 8       | PER Eduardo Acuña      | X          | 63.30      | 62.53      | 62.07      | 62.20      | X          | 63.30 m   |